# Elecciones generales de España de agosto de 1872
Las elecciones generales de España de agosto de 1872 tuvieron lugar el día 24 bajo sufragio universal masculino. Fueron las terceras y últimas elecciones convocadas durante el breve reinado de Amadeo I. Aunque sólo habían transcurrido dos meses desde las anteriores elecciones, el nuevo presidente del Gobierno, Manuel Ruiz Zorrilla consiguió que el rey Amadeo I disolviera las Cortes para dotarse de una mayoría parlamentaria que le permitiera aplicar el programa político de su partido, el Radical. 
En total fueron elegidos 391 diputados al Congreso, además de los 11 de Puerto Rico y 18 de Cuba. Debido al estallido de la tercera guerra carlista, el País Vasco se encontraba en estado de guerra y los carlistas controlaban parte de Aragón, Navarra y la actual Comunidad Valenciana, no celebrándose elecciones en esos lugares. Asimismo, para desincentivar más la participación, los conservadores (que habían perdido el poder) optaron por el retraimiento. Los republicanos federales «intransigentes» y los partidarios de la Primera Internacional pidieron directamente la abstención.
Los radicales ganaron de forma aplastante las elecciones, debido al retraimiento de los conservadores, pero también gracias a «la influencia moral del gobierno» (término eufemístico utilizado en la época para referirse al pucherazo). El presidente del Congreso de los Diputados fue Nicolás María Rivero y el presidente del Senado fue Laureano Figuerola y Ballester, ambos radicales. Pero el 10 de febrero de 1873, Amadeo I abdicó y el Congreso y el Senado, en sesión conjunta, se constituyeron en Asamblea Nacional, presidida por Cristino Martos Balbi (hasta el 20 de marzo) y después por Emilio Castelar, y al día siguiente, 11 de febrero, proclamaron la República por 258 votos contra 32. Se hizo cargo del Poder Ejecutivo el republicano federal Estanislao Figueras. En mayor se celebraron elecciones constituyentes.

## Resultados
| ← Elecciones generales de España, 24 de agosto de 1872 → |         |                              |
| Partido                                                  | Escaños | Líder                        |
| Partido Radical                                          | 274     | Manuel Ruiz Zorrilla         |
| Partido Republicano Democrático Federal                  | 78      | Francisco Pi i Margall       |
| Partido Constitucional                                   | 14      | Práxedes Mateo Sagasta       |
| Monárquicos alfonsinos                                   | 9       | Antonio Cánovas del Castillo |
| Carlistas                                                | 3       |                              |
| Republicanos unitarios                                   | 2       |                              |
| No adscritos                                             | 11      |                              |